# Eupithecia longicorpus
Eupithecia longicorpus är en fjärilsart som beskrevs av W. Warren 1897. Eupithecia longicorpus ingår i släktet Eupithecia och familjen mätare. Inga underarter finns listade i Catalogue of Life.